# Progressieve belasting
Een progressieve belasting is een vorm van belasting waarbij het tarief hoger wordt naarmate de grondslag stijgt. Deze staat dus tegenover de vlaktaks waarbij voor iedere grondslag hetzelfde percentage geldt en de degressieve belasting waarbij het tarief lager wordt naarmate de grondslag stijgt. 